# سيمون ر. غرين
سيمون ر. غرين (بالإنجليزية: Simon R. Green)‏ هو كاتب بريطاني، ولد في 25 أغسطس 1955 في براد اون افون في المملكة المتحدة.

## وصلات خارجية
- الموقع الرسمي
- سيمون ر. غرين على موقع IMDb (الإنجليزية)
- سيمون ر. غرين على موقع ميوزك برينز (الإنجليزية)
- سيمون ر. غرين على موقع ديسكوغز (الإنجليزية)
- سيمون ر. غرين على موقع قاعدة بيانات الفيلم (الإنجليزية)